# Germisay
Germisay település Franciaországban, Haute-Marne megyében. Lakosainak száma 17 fő (2022. január 1.). Germisay Germay, Morionvilliers és Épizon községekkel határos.

## Népesség
A település népességének változása:
| Lakosok száma | 38   | 29   | 25   | 23   | 21   | 20   | 18   | 18   | 18   | 17   |
|               | 1968 | 1982 | 1990 | 2006 | 2013 | 2015 | 2017 | 2019 | 2020 | 2022 |